# Флорем-Парк (Нью-Джерсі)
Флорем-Парк (англ. Florham Park) — місто (англ. borough) в США, в окрузі Морріс штату Нью-Джерсі. Населення — 12 585 осіб (2020).

## Географія
Флорем-Парк розташований за координатами 40°46′33″ пн. ш. 74°23′39″ зх. д. / 40.77583° пн. ш. 74.39417° зх. д. (40.775832, -74.394058).  За даними Бюро перепису населення США в 2010 році місто мало площу 19,53 км², з яких 18,88 км² — суходіл та 0,65 км² — водойми.

## Демографія
Згідно з переписом 2010 року, у селищі мешкало 11 696 осіб у 4003 домогосподарствах у складі 2799 родин. Було 4201 помешкання
Расовий склад населення:
| - 86,3 % — білих - 6,4 % — азіатів - 4,4 % — чорних або афроамериканців - 0,1 % — вихідців з тихоокеанських островів - 0,1 % — корінних американців - 1,1 % — осіб інших рас |

До двох чи більше рас належало 1,7 %. Частка іспаномовних становила 5,1 % від усіх жителів.
За віковим діапазоном населення розподілялося таким чином: 19,2 % — особи молодші 18 років, 64,0 % — особи у віці 18—64 років, 16,8 % — особи у віці 65 років та старші. Медіана віку мешканця становила 38,1 року. На 100 осіб жіночої статі у селищі припадало 83,6 чоловіків;  на 100 жінок у віці від 18 років та старших — 79,4 чоловіків також старших 18 років.
Середній дохід на одне домашнє господарство  становив 158 778 доларів США (медіана — 103 916), а середній дохід на одну сім'ю — 182 412 долари (медіана — 141 071). Медіана доходів становила 113 424 долари для чоловіків та 68 365 доларів для жінок. За межею бідності перебувало 5,8 % осіб, у тому числі 5,3 % дітей у віці до 18 років та 9,1 % осіб у віці 65 років та старших.
Цивільне працевлаштоване населення становило 5933 особи. Основні галузі зайнятості: освіта, охорона здоров'я та соціальна допомога — 32,8 %, науковці, спеціалісти, менеджери — 13,1 %, фінанси, страхування та нерухомість — 10,7 %, роздрібна торгівля — 8,5 %.